# 北中南米のクラシック音楽作曲家一覧
北中南米のクラシック音楽作曲家一覧（ほくちゅうなんべいのクラシックおんがくさっきょくかいちらん）
- スティーブン・フォスター （Stephen Collins Foster, 1826年 - 1864年）

- アディソン・ワイマン （Addison P Wyman, 1832年 - 1872年）

- ヘンリ・クレイ・ワーク （Henry Clay Work, 1832年 - 1884年）

- スコット・ジョプリン （Scott Joplin, 1868年 - 1917年）

- マヌエル・ポンセ （Manuel Maria Ponce, 1882年 - 1948年）（メキシコ）
- エイトル・ヴィラ＝ロボス （Heitor Villa-Lobos, 1887年 - 1959年）（ブラジル）

- ファーディ・グローフェ （Ferde Grofé, 1892年 - 1972年）
- ジョージ・ガーシュウィン （George Gershwin, 1898年 - 1937年）
- カルロス・チャベス （Carlos Chávez, 1899年 - 1978年）（メキシコ）

- アーロン・コープランド （Aaron Copland, 1900年 - 1990年）

- オットー・ルーニング （Otto Luening, 1900年 - 1996年）

- ルロイ・アンダーソン (Leroy Anderson, 1908年 - 1975年)

- サミュエル・バーバー （Samuel Barber, 1910年 - 1981年）
- ジョン・ケージ （John Cage, 1912年 - 1992年）
- カルロス・グアスタヴィーノ （Carlos Guastavino, 1912年 - 2000年）（アルゼンチン）

- アルベルト・ヒナステラ （Alberto Ginastera, 1916年 - 1983年）（アルゼンチン）
- レナード・バーンスタイン （Leonard Bernstein, 1918年 - 1990年）

- ジョン・ウィリアムズ （John Williams, 1932年 - ）
- スティーヴ・ライヒ （Steve Reich, 1936年 -  )